# Weidach (Wald)

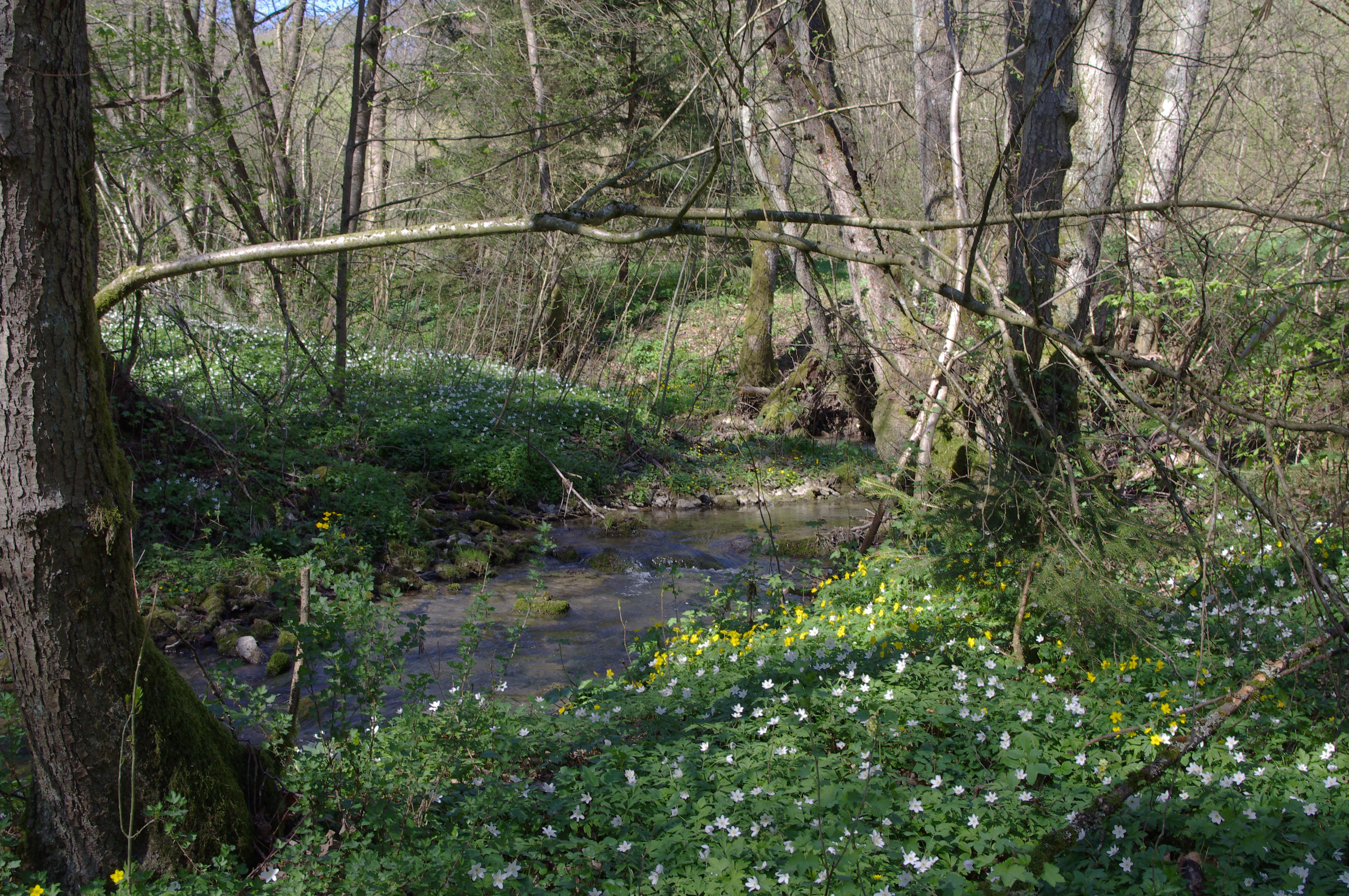
Fischbach beim Verlassen der Weidach

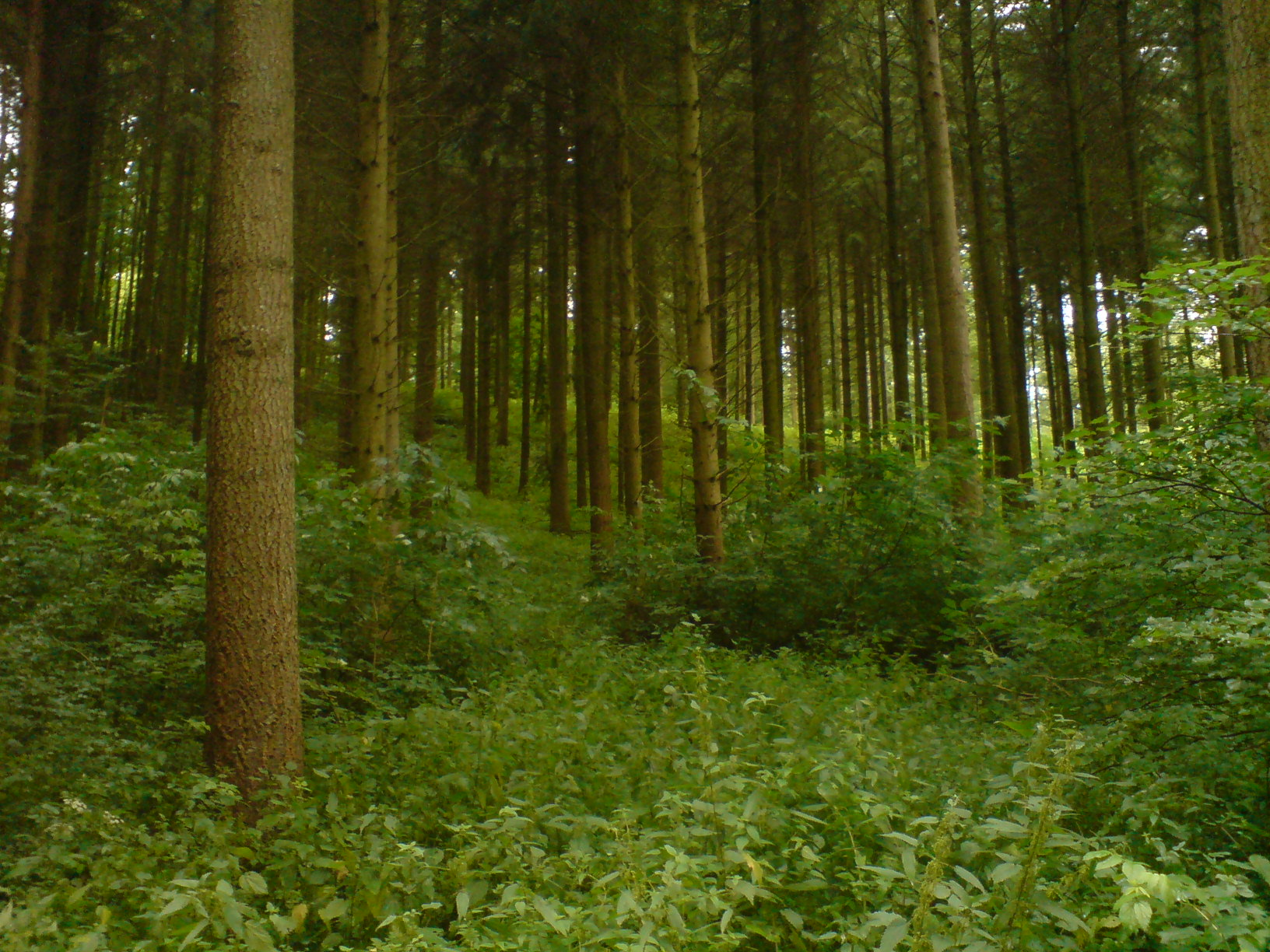
Fichten-Douglasien-Bestand

Die Weidach, zuweilen auch Waidach geschrieben, ist ein Waldgebiet im Norden Baden-Württembergs zwischen den Tälern von Seckach und Schefflenz und das Kerngebiet des Unternaturraums Waidach des Baulandes.
Die Weidach hat ungefähr eine Fläche von 20 bis 30 km² und liegt zum allergrößten Teil im Neckar-Odenwald-Kreis, ein kleiner südlicher Teil auch im Landkreis Heilbronn. Die beidseitig angrenzenden Flüsse Schefflenz im Westen und Seckach im Osten sind beide nördliche Jagstzuflüsse. Die Schefflenz fließt in sehr konstant südlicher Richtung im Westen des Waldgebietes durch die Gemeinde Schefflenz, aus der Umgegend von Großeicholzheim über Ober-, Mittel- und Unterschefflenz. Das im Osten an die Weidach grenzende Tal der Seckach dagegen zieht ab der gleichnamigen Ortschaft in einem großen Ostbogen über Zimmern (ebenfalls Gemeinde Seckach) zum Bogenscheitel bei der Stadt Adelsheim, um sich danach nach Durchqueren des zu dieser Stadt gehörigen Dorfes Sennfeld etwa ab der Mitte von Dorf und Gemeinde Roigheim wieder in südliche Richtung zu kehren.
Der größte Teil der Weidach entwässert in die Seckach, vor allem über den Fischbach, der sie nach Süden durchzieht, aber auch über die beiden kürzeren und weiter westlich von ihm parallel laufenden Gewässer Kastenbach und Elmbach; alle drei durchqueren dabei fast unbesiedeltes Gelände. Der Schefflenz fließt unter den größeren Gewässern aus dem Gebiet allein der Mühlbach zu, der am Südwestrand des Waldgebietes auf Billigheimer Gemarkung entsteht, nach Süden durch den Teilort Waldmühlbach fließt und über den Wolfsbach zwischen Katzental und Billigheim in sie entwässert.
Im Norden durchschneidet die Bundesstraße 292 auf ihrem Abschnitt Adelsheim–Oberschefflenz das Waldgebiet, im Süden die Landesstraßen 1099 Roigheim–Unterschefflenz sowie die Landesstraße 586 Roigheim–Waldmühlbach.
Koordinaten: 49° 23′ 57″ N, 9° 20′ 19″ O